# Hakima El Haite
Hakima El Haite (in arabo حكيمة الحيطي‎?; Fès, 13 maggio 1963) è una politica e ricercatrice in scienze ambientali marocchina.
Dopo aver ricoperto, dal 2013 al 2017, la carica di ministro delegato per l'ambiente, nel 2018 è stata eletta presidente dell'Internazionale Liberale, prima non europea a rivestire tale carica.
Nel 2019, è tra i 490 firmatari di una petizione in favore delle libertà sessuali in Marocco, insieme alla scrittrice Leïla Slimani, alla regista Sonia Terrab e alla sociologa Sanaa El Aji, iniziativa presa in seguito all'arresto della giornalista Hajar Raissouni.